# Johannes Wurtz
Johannes Wurtz (Neunkirchen, 19 giugno 1992) è un calciatore tedesco, attaccante svincolato.

## Carriera
Wurtz è cresciuto nelle giovanili del Saarbrücken ed ha fatto il suo debutto in prima squadra nel luglio 2011, quando ha sostituito Ufuk Özbek in una partita contro l'Erzgebirge Aue. È entrato a far parte del Werder Brema nel luglio 2012. Un anno dopo si è trasferito al Paderborn in prestito.
Il 14 aprile 2014 il Paderborn ha annunciato, contro la volontà di Wurtz, che l'avrebbe trasferito al Greuther Fürth per la stagione successiva. L'annuncio ha provocato grande indignazione e solo sei giorni dopo, entrambe le squadre si trovano una di fronte all'altra ed entrambi erano in lotta per la promozione in Bundesliga in quel momento. Alla fine il Paderborn ha deciso di rimuovere Wurtz dalla squadra contro il Fürth. Per il resto della stagione ha giocato solo cinque minuti dopo una sostituzione nelle restanti tre partite della stagione. Curiosamente, alla fine della stagione, il Paderborn è stato promosso e il Fürth è dovuto rimanere in 2. Bundesliga.
Nel Greuther Fürth ha firmato un contratto di tre anni con scadenza giugno 2017. Il Werder Brema, che ha ancora detenuti i diritti di trasferimento, ha ricevuto un bonus per il trasferimento di 200000 € e si sono assicurati un'opzione di riacquisto.